# Brycinus
Genre
Brycinus est un genre de poissons africains de la famille des Alestiidae.

## Liste des espèces
- Brycinus abeli - (Fowler, 1936)
- Brycinus brevis - (Boulenger, 1903)
- Brycinus carolinae - (Paugy et Lévêque, 1981)
- Brycinus derhami - Géry et Mahnert, 1977
- Brycinus fwaensis - Géry, 1995
- Brycinus imberi - (Peters, 1852)
- Brycinus intermedius - (Boulenger, 1903)
- Brycinus kingsleyae - (Günther, 1896)
- Brycinus lateralis - (Boulenger, 1900)
- Brycinus leuciscus - (Günther, 1867)
- Brycinus longipinnis - (Günther, 1864) - Characin à longues nageoires
- Brycinus luteus - (Roman, 1966)
- Brycinus macrolepidotus - Valenciennes in Cuvier et Valenciennes, 1850
- Brycinus nigricauda - (Thys van den Audenaerde, 1974)
- Brycinus nurse - (Rüppell, 1832)
- Brycinus opisthotaenia - (Boulenger, 1903)
- Brycinus poptae - (Pellegrin, 1906)
- Brycinus sadleri - (Boulenger, 1906)